# Alexander Hurd
Alexander Brengle „Alex“ Hurd (21. července 1910 Montréal, Québec – 28. května 1982 Tampa, Florida, USA) byl kanadský rychlobruslař.
Na Zimních olympijských hrách 1932 startoval ve třech disciplínách. Největšího úspěchu dosáhl na trati 1500 m, kde vybojoval stříbrnou medaili. Druhý cenný kov, bronz, získal v závodě na 500 m a nejdelší trať 10 000 m zvládl jako sedmý nejrychlejší. Téhož roku se také zúčastnil Mistrovství světa, na kterém se umístil na 21. místě. V roce 1934 startoval na dvou závodech v Norsku.